# Los Cinco en la caravana
Los Cinco en la caravana es un libro de la escritora británica Enid Blyton escrito en 1946. Corresponde al quinto libro de la colección de Los Cinco. Es la segunda ocasión en la que los personajes tienen una aventura lejos de casa, y la primera en la que pasan las vacaciones por su cuenta. 

## Argumento
Son las vacaciones de verano, y los Cinco están en la casa de Julián, Dick y Ana, ya que Quintín está comenzando uno de sus experimentos y no va a ser agradable aguantar su mal genio. Al ver el desfile de un circo, deciden pasar las vacaciones en unas pequeñas caravanas de madera,tiradas por caballos, cerca de donde acampa el circo, en el Lago Merran.
Allí se hacen amigos de Nobby, un huérfano que vive con su tío, "Tigre Dan". Nobby, que tiene mucha mano con los animales, les presenta a Pongo el chimpancé. Sin embargo, Dan y Lou, que son el acróbata y el payaso del circo, intentarán echar a los chicos de donde están acampados, incluso intentan envenenar a Tim, aunque no lo consiguen y en su lugar envenenan a Ladridos, uno de los perros de Nobby.
Los Cinco descubren que han aparcado sus caravanas encima de la entrada de un túnel oculto que utilizan Dan y Lou para esconder objetos robados. Tras una intriga en las cavernas que horadan la colina de Merran, y combatir con Dan y Lou, los chicos son liberados con ayuda de Pongo. Nobby tras la detención de su tío, encontrará trabajo en la granja de los Mackie y cuidará de los caballos de la granja, que es su gran pasión.

## Personajes
- Los Cinco: Julián, Dick, Jorge, Ana y Tim
- Nobby (niño que trabaja en el circo de Mr Giorgio)
- Tigre Dan (jefe de los payasos del circo de Mr Giorgio)
- Lewis Allburg "Lou" (acróbata)
- Mrs Mackie (granjera y gran cocinera)
- Pongo (chimpancé del circo de Mr Giorgio)
- Gruñón y Ladridos (Barker y Growler, perros amaestrados de Nobby)
- Dobby y Trotón (Dobby y Trotter, caballos, Dobby es de la familia de Julián, y Trotón es del lechero)
- Señorona (Old Lady, elefanta del Circo de Mr Giorgio)

## Lugares
- Colina y Lago Merran